# Joan Maurici de Nassau-Siegen
Joan Maurici de Nassau-Siegen (Dillenburg, Hessen, Sacre Imperi Romanogermànic; 17 de juny de 1604 - Bedburg-Hau, Rin del Nord-Westfàlia; 20 de desembre de 1679), va ser un militar i polític de la Casa de Nassau que va servir a les Set Províncies Unides dels Països Baixos. Anomenat "el Brasiler" per la seva fructífera etapa com a governador del Brasil neerlandès, va ser comte i, des de 1664, príncep (fürst) de Nassau-Siegen. Va servir com a Gran Mestre de l'Orde de Sant Joan de la Batllia de Brandenburg des de 1652.
L'antiga residència de Joan Maurici a La Haia és ara un museu d'art anomenat Mauritshuis, que significa "Casa Maurici".

## Biografia

### Primers anys a Europa
Va néixer a Dillenburg, i el seu pare era Joan VII de Nassau-Siegen. El seu avi Joan VI de Nassau-Dillenburg era el germà petit del stadhouder Guillem el Silenciós.
Es va unir a l'exèrcit l'any 1621, de molt jove. Es va distingir en les campanyes del seu cosí, el stadhouder Frederic Enric d'Orange-Nassau. Va participar del setge de Breda, de 1625, i l'any següent esdevingué capità. El 1629, va participar en la captura de Den Bosch. El 1636, va conquerir una fortalesa a Schenkenschans. Entre mig, va construir una residència a La Haia.

### Governador neerlandès al Brasil

#### Expansió territorial
La Companyia Neerlandesa de les Índies Occidentals (WIC), l'any 1636, va nomenar-lo governador de les possessions de les Set Províncies al Brasil, per recomanació de Frederic Enric. Va desembarcar a Recife -principal bastió dels nord-europeus- el gener de 1637. Immediatament després de la seva arribada, va iniciar una campanya contra les forces hispano-portugueses, a les que va derrotar en repetides ocasions. Creient-se prou fort, va enviar part de les seves forces per atacar les possessions portugueses a la costa atlàntica d'Àfrica i va continuar ampliant el territori al Brasil, gràcies a l'ajuda dels nadius que s'oposaven al domini espanyol. El 1638 ordenar l'atac a Salvador, una operació en la que va perdre molts oficials tot i que finalment van aconseguir l'objectiu de saquejar la ciutat.
Quan l'any 1640, Portugal va recuperar la seva independència de Castella, Nassau-Siegen va accelerar els plans d'expansió. Va enviar una expedició contra les possessions espanyoles al riu de la Plata i el 1643 va organitzar una expedició militar per intentar controlar el sud de Xile.

#### La vida als assentaments
Amb aquesta sèrie d'expedicions reeixides, va estendre gradualment les possessions de la WIC, des de Sergipe al sud fins a Maranhão al nord. Amb l'ajuda del famós arquitecte, Pieter Post, de Haarlem, va transformar Recife construint una nova ciutat plena d'edificis públics, ponts, canals i jardins a l'estil holandès d'aleshores. Més tard rebatejaria la ciutat, anomenant-la Mauritsstad ("Ciutat Maurici"). Va poder pagar els elevats costos de construcció amb el botí de les seves expedicions i amb els ingressos de les seves propietats a Alemanya.
Les seves polítiques van fer que l'economia de la colònia florís. El seu lideratge al Brasil va inspirar dues èpiques llatines de 1647: Rerum per octennium in Brasilia et alibi nuper gestarum sub praefectura, de Caspar Barlaeus i Mauritias de Franciscus Plante. Els pintors Albert Eckhout, Frans Post i Abraham Willaerts van ser membres del seguici de Joan Maurici.
També va establir consells representatius a la colònia per al govern local i va desenvolupar la infraestructura de transport de Recife. Nassau-Siegen era calvinista, però això no li va impedir ser respectuós amb la religió dels locals, i també va permetre l'arribada d'una numerosa població jueva, que va convertir Recife en la "capital jueva" a les Amèriques. Els seus grans plans i les seves luxoses despeses van alarmar els directors de la Companyia de les Índies Occidentals. El governador, negant-se a conservar el càrrec a menys que li donessin llibertat, va tornar a Europa el juliol de 1644.
Nassau-Siegen va participar personalment en la continuïtat de l'esclavitud al Brasil, i es va beneficiar del tràfic d'africans al Brasil. El 1643, Nassau va rebre una missió diplomàtica del Manikongo per enfortir les relacions econòmiques entre el Regne del Congo i el Brasil neerlandès mitjançant la venda d'esclaus.

### Retorn a Europa
Poc després de tornar a Europa, Joan Maurici va ser nomenat per Frederic Enric comandant de la cavalleria de l'exèrcit de les Províncies Unides, i va participar en les campanyes de 1645 i 1646. Quan la Guerra dels Vuitanta Anys va acabar amb la pau de Münster de gener de 1648, va acceptar de Frederic Guillem de Brandenburg (qui s'acabava de casar amb la neboda de Juan Maurici, Lluïsa Enriqueta) el càrrec de governador del ducat de Clèveris, el comtat de Mark i el de Ravensberg, i més tard també de Minden. El seu èxit a Renània va ser tan gran com ho havia estat al Brasil, i va demostrar que era un governant molt capaç.
A finals de 1652, Joan Maurici va ser nomenat cap de l'orde de Sant Joan i esdevingué príncep imperial del Sacre Imperi Romanogermànic. El 1664, va tornar a Holanda quan va esclatar la guerra contra Anglaterra, recolzada pel bisbe de Münster, on va ser nomenat comandant en cap de l'exercit neerlandès. Va repel·lir la invasió i el bisbe, Christoph Bernhard von Galen, es va veure obligat a signar la pau. La seva carrera militar encara no havia acabat, ja que el 1668 va ser nomenat primer mariscal de camp i, el 1673, va rebre ordres de Guillem III de comandar les forces a Frísia i Groningen, i de defensar la frontera oriental de les províncies, amenaçada novament per Von Galen. Això ho va fer amb èxit i les tropes de Münster es van veure obligades a retirar-se. L'any següent, Joan Maurici va comandar tropes contra els francesos durant la batalla de Seneffe, en el marc de la Guerra Francoholandesa.
El 1675, la seva salut el va obligar a abandonar el servei militar actiu i va passar els seus últims anys a l'estimada Clèveris, on va morir el desembre de 1679.

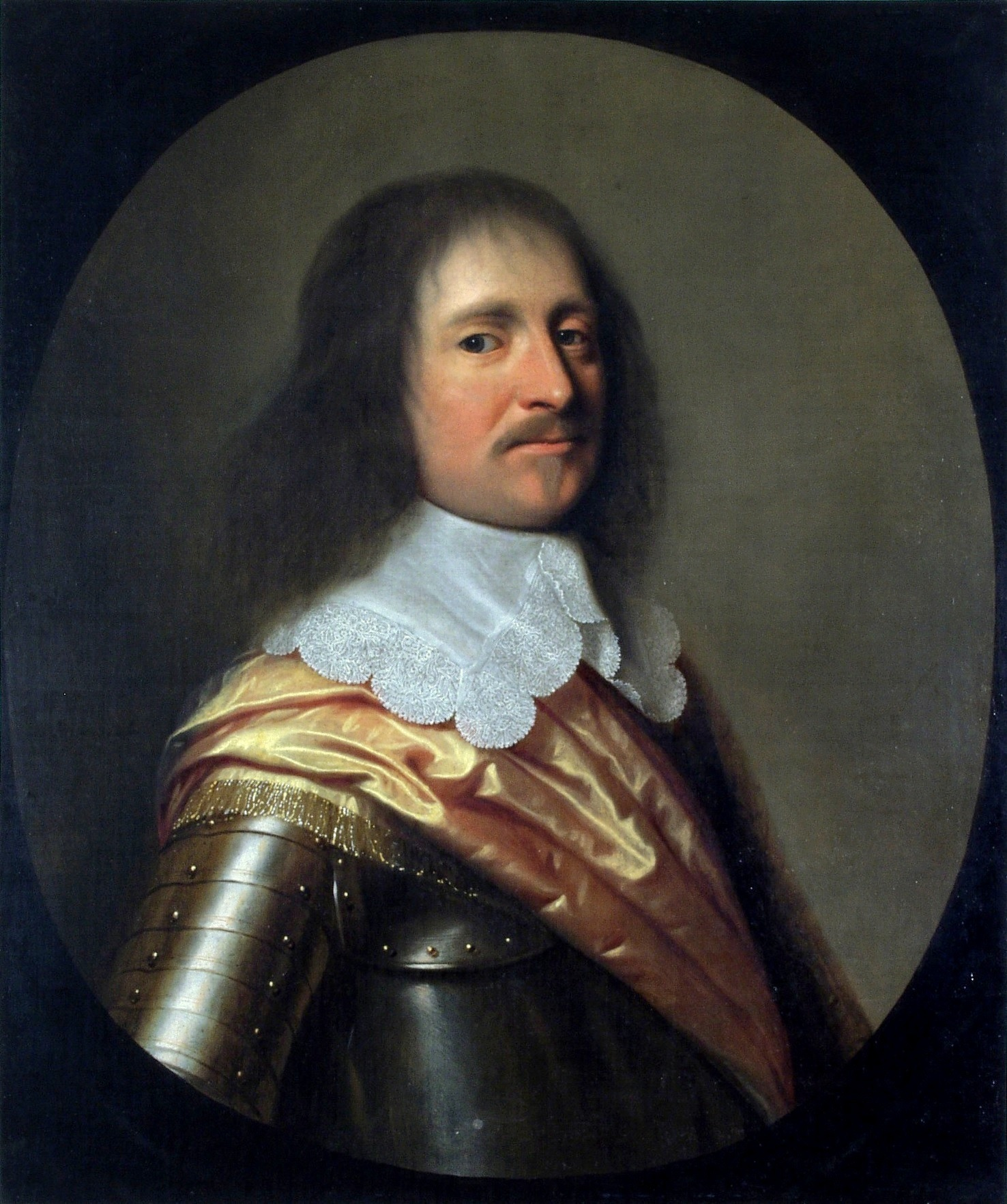
1644
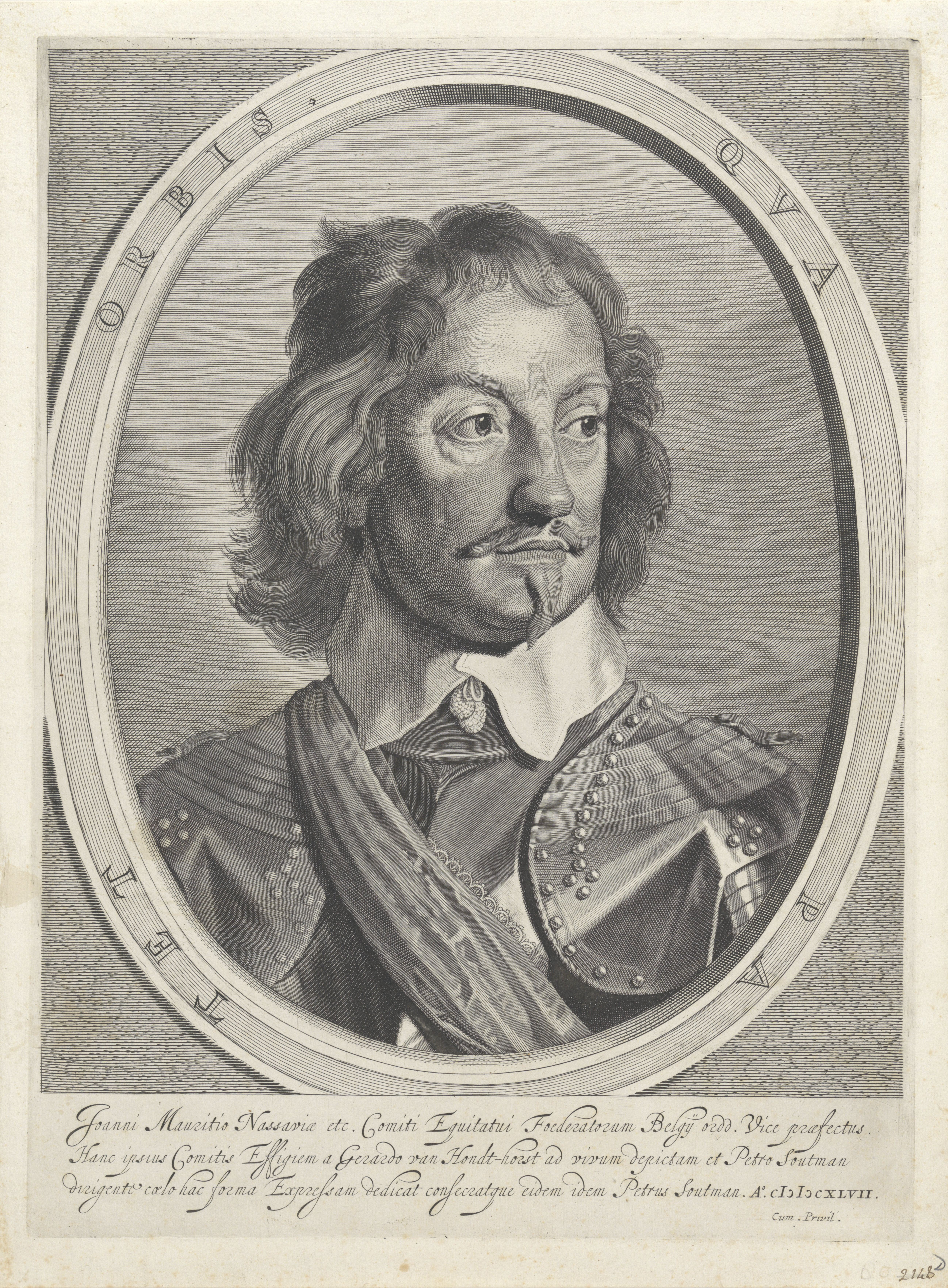
1650
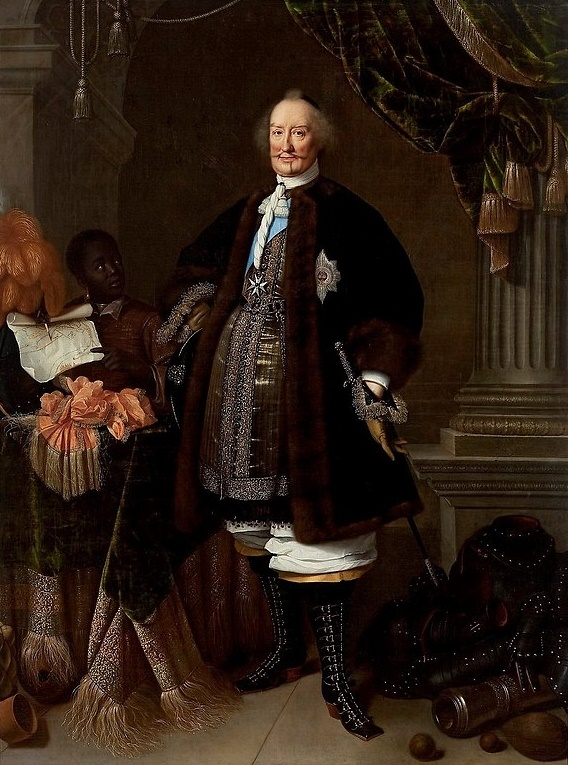
1666
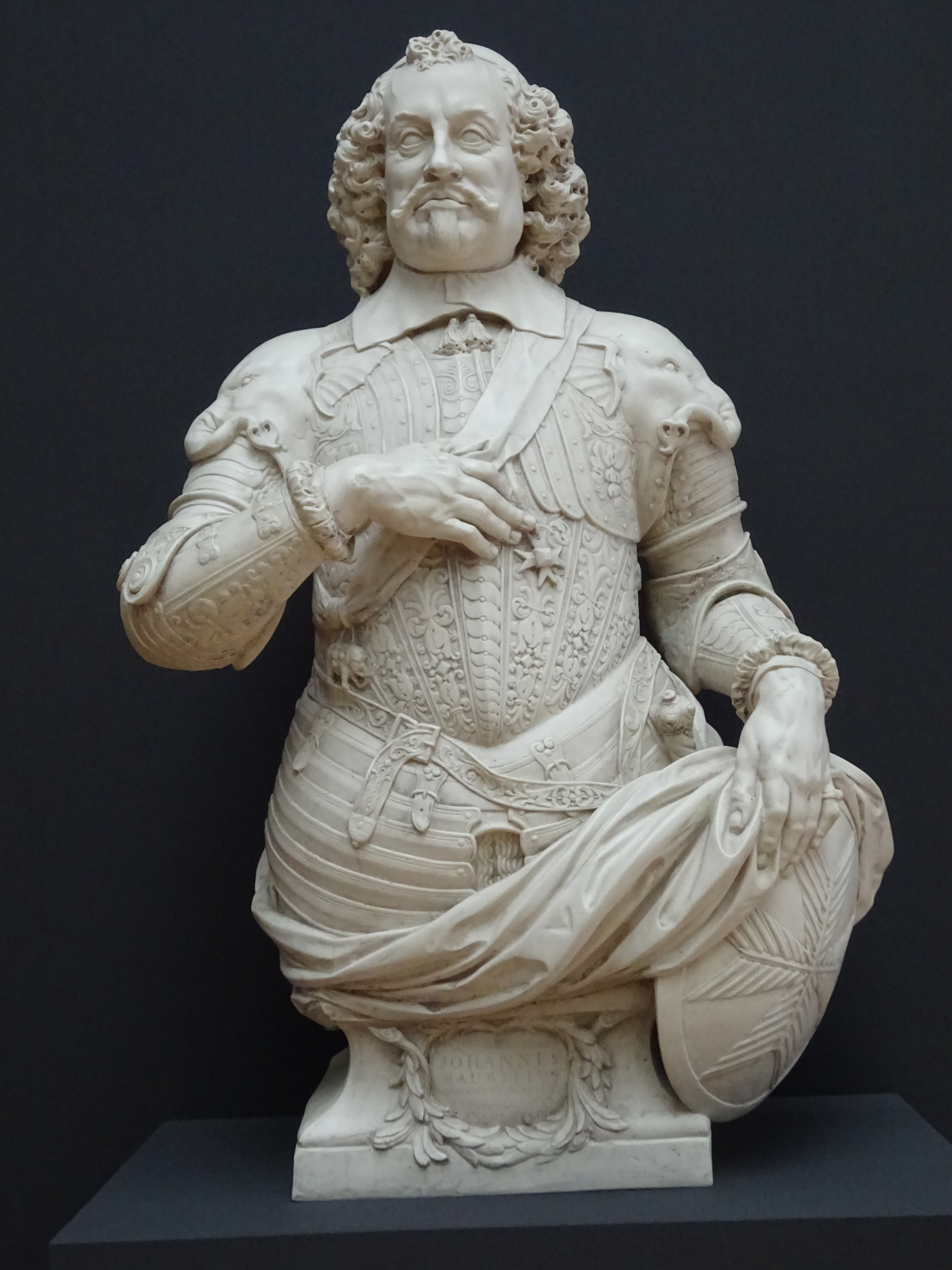
Museu Kurhaus Kleve

## Llegat

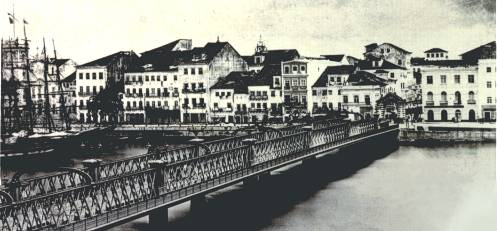
Imatge de 1870 del pont ara anomenat Maurício de Nassau, a Recife.

La residència que va construir a La Haia s'anomena ara Mauritshuis, i acull el Gabinet Reial de Pintures, una important pinacoteca d'art holandès. A la Biblioteca Nacional de París hi ha una bona col·lecció d'estampes en colors d'animals i plantes brasilers, encarregades per Nassau-Siegen i acompanyades d'una breu explicació escrita per ell mateix.
L'autor brasiler Paulo Setúbal va escriure una novel·la històrica sobre Joan Maurici i Nova Holanda, titulada O Príncipe de Nassau. Un dels principals ponts de Recife, encarregat pel propi governador, va ser rebatejat el 1917 com Pont Maurício de Nassau.
Dos vaixells de la Marina Reial dels Països Baixos han rebut el seu nom.